# 스페이스엔진
스페이스 엔진(SpaceEngine)은 3차원 환경으로 구현된 우주를 자유롭게 탐험할 수 있는 우주 시뮬레이션 프로그램이다.

## 설명
개발자는 러시아 출신의 천문학자이자 프로그래머 블라디미르 로마뉴크(Vladimir Romanyuk)이다. 2005년 가을부터 8년 동안 개발해왔고 처음에는 여가 시간을 활용하여 개발하다가 홈페이지를 통해 기부금을 받게 된 이후 전력 집중하게 되었다고 한다. 거의 대부분을 로마뉴크 혼자 만들었지만 천체 텍스처, 모델링, 배경음악 등 지엽적인 부분은 커뮤니티 회원들이 제작 기여했다.
이 프로그램은 우주 안에 있는 각종 천체 및 천문 현상을 가상으로 구현하였다. 사용자는 마우스 및 키보드 조작과 각종 명령어 입력 등으로 프로그램 내 우주를 자유롭게 돌아다닐 수 있다. 프로그램 내 맵의 크기는 현재까지 밝혀진 우주의 크기를 반영하여 매우 방대하다. 2014년 12월 버전 기준으로 실제 자료에 기초한 13만 개 이상의 천체, 1만 개 이상의 은하가 수록되어 있으며 이들 천체의 크기, 밝기, 질량, 거리 등 물리량 역시 각종 연감 등 천문자료를 참고하였다. 이외에 아직 탐사되지 않은 미지의 영역에는 절차적 생성 기법을 이용하여 만들어진 가상 천체들을 배치하였다. 모든 천체에 착륙할 수 있으며 외계 행성이나 외계 위성 등에는 표면 지형이 구현되어 있어 사실성을 높였다. 행성 지형이나 대기, 천체, 비행선 및 탐사선 등의 데이터를 추가로 다운로드 받아 설치할 수 있다.

## 같이 보기
- 셀레스티아
- 우주 비행 시뮬레이션 게임